# سو جيبسون
سو جيبسون (بالإنجليزية: Sue Gibson)‏ هي متزحلقة نيوزيلندية، ولدت في 1955.

## وصلات خارجية
- سو جيبسون على موقع أوليمبيديا (الإنجليزية)
- سو جيبسون على موقع اللجنة الأولمبية النيوزيلندية (الإنجليزية)